# 主顯節

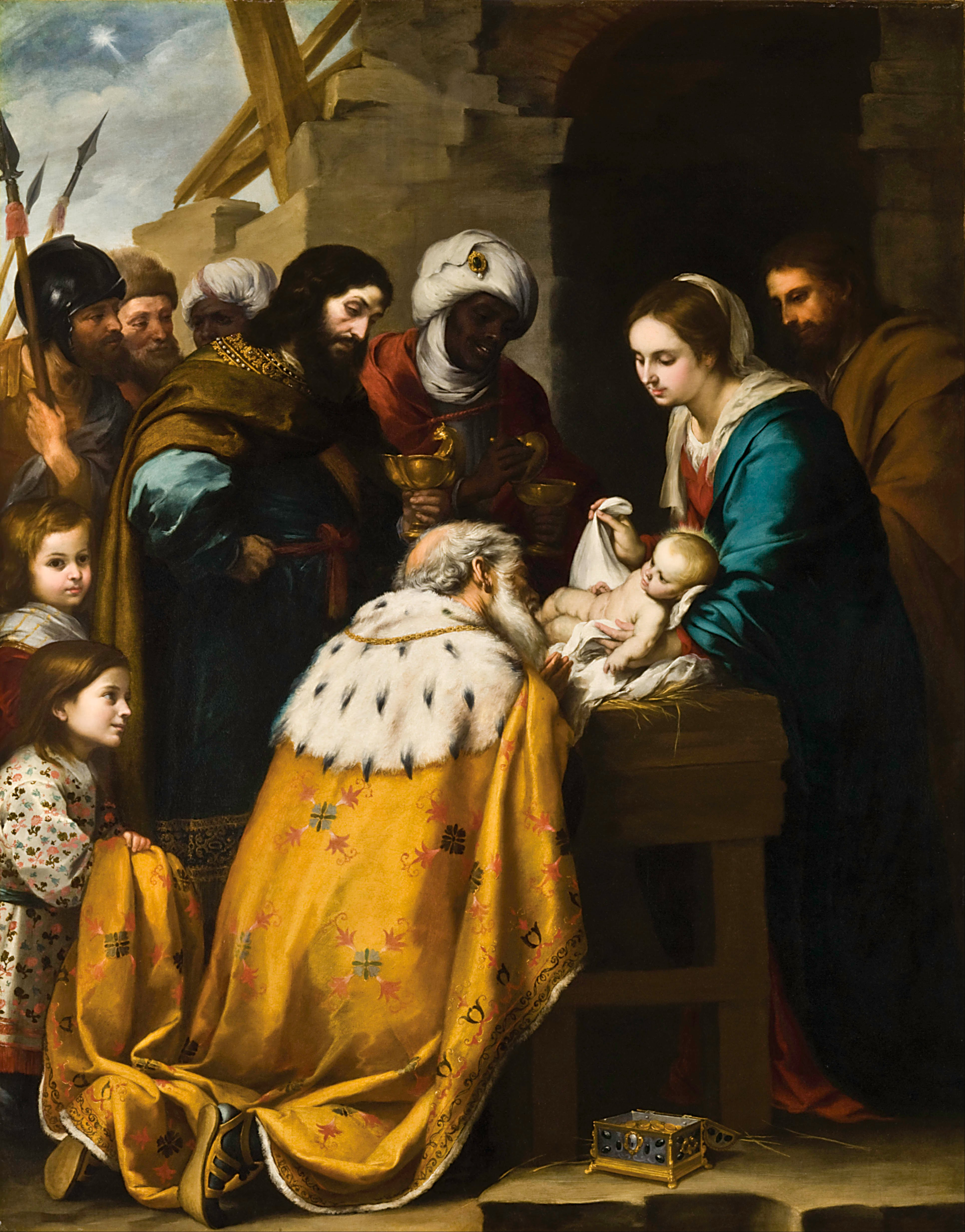
主耶穌基督在降生為人後首次顯露給外邦人（東方三賢士）

主顯節（希臘語：επιφάνεια，有出現或顯示之意），東正教称為神顯日和洗礼节，是一个基督宗教的重要慶日。西方基督教在此日紀念及慶祝主耶穌基督在降生為人後首次顯露給外邦人（指東方三賢士），東方基督教主要慶祝三位一體的神在基督的洗禮上，或藉著基督的生日第一次向所有世人顯現。主顯節為每年的1月6日，但因教派或國家不同而有不同的日期或慶祝方式，比如法國的國王餅等等。

## 西方觀點
又稱「公現節」，日本稱為「公現祭」。主顯節在在天主教會的觀點中，主顯節是為一個慶節。主顯節是慶祝救主耶穌基督在降生為人後首次顯露給外邦人（指東方三賢士，然而聖母瑪利亞以及養父聖若瑟並不包括在內）的節日。由於在《天主教教理》上，「世人」均是全是外邦人，因此，對「世人」（特別是天主教教友）來說，主顯節是一個非常重大的節慶。
首個有關主顯節的慶節是在361年，阿米阿努斯·馬爾切利努斯認為1月6日是基督生日，那也是基督的顯現（genethlion toutestin epiphanion）。阿米阿努斯·馬爾切利努斯並且斷言奇蹟在加納發生了在同樣慶節。在385年，埃格里亞描述首次慶祝在耶路撒冷和伯利恆在紀念耶穌的顯現，而這日是1月6日，因而定本日為節慶。
在古老儀式的講話中的照明設備、顯示以及聲明（Illuminatio, Manifestatio, Declaratio）；在加納居住那裡洗禮和婚姻。在路加福音以及傳統基督教會上強調了提及「揭示對外邦人」，期限外邦人意味所有非猶太人民，而東方賢士代表了世界的非猶太人民。
主顯節包含兩個重要的意義：一是天父主動地以星光、以聖經的話、以猶太經師，顯露自己；二是人對天主顯示的回應，賢士、黑落德王以及耶路撒冷居民的反應都各有不同，這是讓世人嘗試以東方賢士的回應，看一看主顯節為世人的信仰有甚麼特別意義。

### 慶日
天主教就有關主顯節的慶日是每年1月6日；然而由於城市化社會發展，一般都會改在最近1月6日的星期日的主日彌撒上慶祝。

## 東方觀點
亞歷山大的克萊曼特在他的《雜論》一卷二十一章四十五節說：
有些人不僅確認了主生日那年，甚至那天的日期……巴希樂底斯的門徒將主受洗之日作為慶日慶祝，又在慶日的前夕整晚讀經。他們說是凱撒提貝里烏斯五年五月的十五日（公曆一月至二月），另一些人說是同月的十一日。
（埃及曆的五月十一日和十五日分別相當於格里曆的一月六日和十日）
如果這段話指的就是「主受洗之日」和聖誕的慶祝，許多教會，例如使用格里曆的亚美尼亚使徒教会，仍在一月六日這天慶祝聖誕，另一些教會將其作為聖誕和洗禮的雙重慶日，並稱之為「我們的主出生和神顯之慶日」，雖然君士坦丁堡將十二月二十五日確定為聖誕，一月六日後來就成了主要慶祝主的洗禮的慶日。
俄利根在他的應克理索之責八章二十二節列出了的慶日裡並沒有包括神顯節，第一次提到教會的神顯節是在阿米阿努斯·馬爾切利努斯十一章二節，361年。
東方基督教慶祝神顯節，不僅因為主在這天作為彌賽亞基督向世人顯現，更是因為這是聖經中三位一體的神切實的向凡人顯現的兩次之一：聖父說話：「這是我愛子」，聖子受洗，聖靈像鴿子般降下。另一次在大博爾山的登山顯榮（東方基督教稱「化聖」，transfiguration，神人合一，肉身成聖）。因此這個慶日被認為是一個三一慶日。
東方基督教認為神顯是受難的第一步，神顯日的聖詠和受難日的聖詠也有許多類似之處。